# Montels (Hérault)
Montelhs (occità) o Montels (francès) és un municipi occità del Llenguadoc, del departament de l'Erau a la regió Occitània.